# Хмјелњик (Војводство светокришко)
Хмјелњик (пољ. Chmielnik) град је у Кјелицком повјату у Светокришком војводству.
Налази се на раскрсници путева Кјелце-Тарнов и Сташов-Једжејов. Кроз град пролази река Всходња. Град је трговинско услужни центар. Такође у граду се налази индустрија грађевинских матерјала и прехрамбена индустрија. У граду постоји и железничка станица.

## Историја
Хмјелњик се први пут помиње 1241. године када се одиграла битка код Хмељника између пољске и монголске војске. Поред пута за Шидлов налази се спомен плоча. У почетку је насеље било у племићком власништву, у 13. веку постала је власништво Одроважа.
Најстарија знаменитост града је црква свете Тројце са црквеним гробљем насталим око 1356. године.
За време татарских најезди Хмјелњик је био власништво Олесњицких. За време њихове владавине Хмјелњик је добио статус града од краља Сигисмунда II Августа 1551. године.
Нов град Хмјелњик саграђен је западно од тада постојећег села (сада предграђе). На почетку 17. века Хмјелњик прелази у власништво Голуховских. За време реформације град је седиште калвиниста. У 17. веку у град се насељавају Јевреји прогнани из Шпаније, који се насељавају на основу привилегије издате од Кжиштофа Голуховског. Прва синагога у граду изграђена је 1638. године.
Године 1795. град је потпао под власт Аустрије (провинција Нова Галиција). Од 1809. до 1815. град се налази у Варшавском војводству, потом у Пољској краљевини.
Године 1829. Хлаповски је продао Хмјелњик Казимиру Тањскјему (град у власништву те породице остаје до 1945. године).

## Демографија
| 2012. |
| ----- |
| 3.937 |

## Знаменитости
- Црква свете Тројце настала почетком 16. века (црквено гробље око 1356. године)
- Синагога из 1633.-34
- Парохијска црква зачећа пресвете Богородице завршен 1783. године.
- Трг из 19. века